# Christian Ehrhoff
Christian Ehrhoff (* 6. Juli 1982 in Moers) ist ein ehemaliger deutscher Eishockeyspieler. Der Verteidiger bestritt 862 Spiele in der NHL-Karriere und 314 in der Deutschen Eishockey Liga (DEL) sowie 118 Länderspiele für die deutsche Nationalmannschaft. Ehrhoff begann seine Profikarriere im Jahr 1999 bei den Krefeld Pinguinen in der Deutschen Eishockey Liga und gewann in der Saison 2002/03 die Deutsche Meisterschaft. Anschließend wechselte er nach Nordamerika und spielte bis zum Frühjahr 2016 bei den San Jose Sharks, Vancouver Canucks, Buffalo Sabres, Pittsburgh Penguins, Los Angeles Kings sowie Chicago Blackhawks. International gehörte Ehrhoff über viele Jahre der deutschen Nationalauswahl an. Bei der Heim-Weltmeisterschaft 2010 erreichte er mit Deutschland den vierten Platz und gewann bei den Olympischen Winterspielen 2018 die Silbermedaille.

## Karriere

### Frühe Jahre
Christian Ehrhoff wuchs in Moers auf. Er begleitete seine Schwester, die Eiskunstlauf betrieb, oft zur Eisbahn und feilte dort an seiner Lauftechnik. Nachdem Ehrhoff im Fernsehen sein erstes Eishockeyspiel gesehen und mit seinen Eltern ein Spiel besucht hatte, wollte er selbst Eishockey spielen. Er bekam seine ersten Schlittschuhe im Alter von sechs Jahren geschenkt und begann in der Juniorenabteilung der Krefeld Pinguine mit dem Eishockeyspielen. Seine Lieblingsspieler der Kindheit waren Pawel Bure, den er vor allem wegen seiner läuferischen Qualitäten schätzte, Wayne Gretzky und als deutsches Vorbild Uwe Krupp. Ehrhoff wurde in seiner frühen Jugend sowohl als Verteidiger als auch als Stürmer eingesetzt.

### In Deutschland (1999–2003)
Ehrhoff begann seine Profikarriere bei den Krefeld Pinguinen in der Deutschen Eishockey Liga. Der Linksschütze war in seiner ersten Saison per Förderlizenz für die Krefelder spielberechtigt, spielte aber hauptsächlich beim EV Duisburg unter dem Trainer Rico Rossi. In Duisburg erreichte er nach kurzer Zeit eine wichtige Stellung in der Mannschaft und war bei vielen Situationen, sowohl im Überzahl- als auch im Unterzahlspiel, auf dem Eis. Später setzte er sich als Stammspieler bei den Pinguinen durch.
Im NHL Entry Draft 2001 wurde er von den San Jose Sharks in der vierten Runde an insgesamt 106. Stelle ausgewählt. Er nahm an Trainingseinheiten der San Jose Sharks teil, wurde allerdings am 11. September 2001 zu den Krefeld Pinguinen zurückgeschickt. Dort erreichte er in der Saison 2001/02 seine bis dahin höchste Punkteausbeute mit sieben Toren und 17 Vorlagen für insgesamt 24 Punkte in 46 Spielen. Ehrhoff konnte im Trainingscamp der Sharks 2002 nicht restlos überzeugen und er kehrte für ein weiteres Jahr nach Deutschland zurück. Zu dieser Zeit war der General Manager der Sharks, Doug Wilson, bereits davon überzeugt, dass Ehrhoff fähig war, in der darauffolgenden Saison in Nordamerika zu bleiben. Die letzte Spielzeit in Deutschland beendete der Verteidiger im Frühjahr 2003 mit dem Gewinn der deutschen Meisterschaft im Trikot der Krefeld Pinguine. Er erhöhte seine Punktbestleistung in einer Saison auf 27 Punkte, darunter waren zehn Tore und 17 Vorlagen. In 14 Playoff-Spielen trug der Verteidiger drei Tore und sechs Vorlagen für sein Team bei. Nach dieser erfolgreichen Spielzeit entschied sich Ehrhoff, den endgültigen Sprung nach Nordamerika zu wagen.

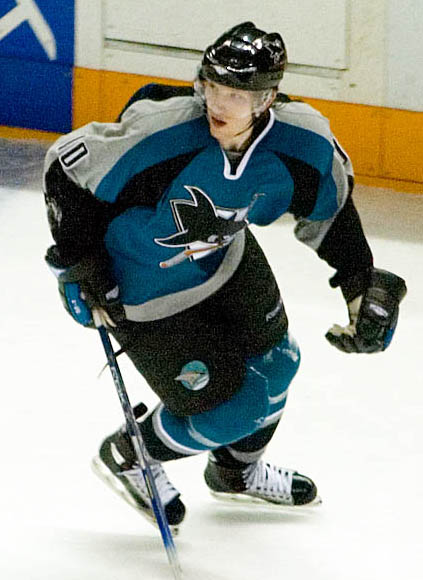
Ehrhoff im Trikot der San Jose Sharks

### San Jose Sharks (2003–2009)
Zu Beginn seines Engagements bei den San Jose Sharks wurde der Verteidiger häufig zum Farmteam des Teams, den Cleveland Barons, in die American Hockey League (AHL) geschickt, setzte sich im Laufe der Spielzeit aber als sechster Verteidiger in San Jose durch und kam so auf 41 NHL-Spiele in seiner ersten Saison. Er wurde zudem zum NHL YoungStars Game eingeladen, bei dem die besten Rookies des Jahres gegeneinander antraten. Der Lockout in der Spielzeit 2004/05 führte dazu, dass Ehrhoff das gesamte Jahr bei den Cleveland Barons verbrachte, da er nicht wie viele seiner europäischen Kollegen in sein Heimatland zurückkehrte. So sammelte er ausreichend Spielpraxis auf den im Vergleich zu Europa kleineren nordamerikanischen Eisflächen. Er gehörte zu den besten Spielern der Barons und wurde für das AHL All-Star Classic nominiert. Mit 35 Punkten in 79 Partien war er der punktbeste Verteidiger des Teams und fünftbester Scorer der Barons überhaupt. Zum Start der Saison 2005/06 stand Ehrhoff wieder im NHL-Kader und etablierte sich in San Jose als Stammspieler. Er verbuchte 23 Punkte in 64 Spielen und präsentierte sich in den Playoffs besonders stark, als er acht Punkte in elf Spielen erzielte. In der Saison 2006/07 entwickelte sich Ehrhoff zu einem Spezialisten im starken Powerplay der Sharks und gehörte trotz der großen Konkurrenz im Verteidigungsverbund der Sharks zum Stammpersonal. Auch im darauffolgenden Spieljahr verbesserte der Deutsche trotz einiger Probleme zum Saisonbeginn vor allem im defensiven Bereich sein Spiel, wodurch er zunehmend mehr Eiszeit erhielt. Im darauffolgenden Sommer erhielt er daher, nachdem sein Vertrag ausgelaufen war und er als Restricted Free Agent galt, einen neuen Dreijahresvertrag zu verbesserten Konditionen, obwohl das Team als Folge eines Trainerwechsels in der Defensive umgebaut wurde.
Unter dem neuen Cheftrainer Todd McLellan füllte der Deutsche wieder eine etwas offensiver orientierte Rolle aus und verbesserte sein Spiel weiterhin. Am Ende der regulären Saison ging er mit der Mannschaft als punktbestes Team der Liga in die Playoffs, wo die Sharks in der ersten Runde scheiterten. Als Folge des erneuten Misserfolges baute das Management das Team auf einigen Positionen abermals um. Diesem Umbruch fiel auch Ehrhoff zum Opfer, der Ende August 2009 gemeinsam mit Brad Lukowich an die Vancouver Canucks abgegeben wurde. Im Gegenzug erhielt San Jose die Nachwuchsspieler Daniel Rahimi und Patrick White.

### Vancouver Canucks (2009–2011)

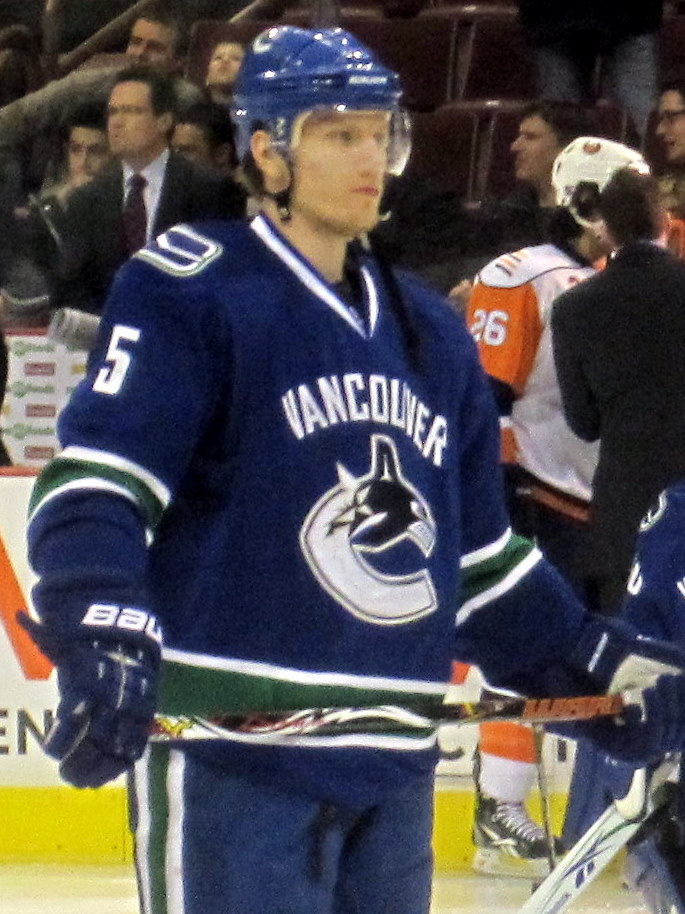
Ehrhoff als Spieler der Vancouver Canucks im Jahr 2010

Bei seinem neuen Verein in Vancouver wurde Ehrhoff schnell Stammspieler und entwickelte sich zu einem der offensivstärksten Verteidiger in der Liga. Seinen ersten Treffer im neuen Team schoss er am 5. Oktober 2009 in einer 3:5-Niederlage der Vancouver Canucks gegen die Columbus Blue Jackets. Einen Monat später, am 20. November 2009, konnte Ehrhoff gegen die Colorado Avalanche sein erstes NHL-Spiel mit zwei Toren verbuchen, in dem er außerdem eine Vorlage für sein Team beisteuerte. Mit 44 Scorerpunkten, 14 Toren und einer durchschnittlichen Einsatzzeit von 22:47 Minuten pro Spiel stellte Ehrhoff in der Saison 2009/10 neue persönliche Karrierebestmarken auf und führte mit diesen sämtliche Statistiken der Verteidiger der Canucks an. Mit 44 Scorerpunkte in einer Saison stellte Ehrhoff den Rekord für die höchste Punkteausbeute eines deutschen Verteidigers, den zu dieser Zeit Uwe Krupp innehatte, ein. Zudem verbesserte er seine Plus/Minus-Bilanz von −12 in der Vorsaison auf +36, welche zusammen mit der Statistik von Daniel Sedin (ebenfalls eine Wertung von +36) den Teamrekord der Canucks von Pawel Bure und Marek Malík um einen Punkt übertraf. In den Playoffs 2010 erreichte der Abwehrspieler in 12 Spielen sieben Punkte, die Vancouver Canucks schieden aber gegen die späteren Stanley-Cup-Sieger Chicago Blackhawks in der zweiten Runde der Playoffs aus. Ehrhoffs Leistungen wurden mit der Babe Pratt Trophy gewürdigt, die alljährlich an den besten Verteidiger im Kader der Canucks vergeben wird. Die Wahl des alljährlichen Trophäengewinners wird von den Fans vorgenommen.
Diese Auszeichnung erhielt der gebürtige Moerser auch im Spieljahr 2010/11, als er seine Karrierebestmarke auf 50 Punkte schraubte und sich damit unter den zehn punktbesten Verteidigern der Liga wiederfand. Ehrhoff spielte zumeist mit seinen Teamkollegen Dan Hamhuis und Alexander Edler in einem Verteidigerverbund. Die Canucks konnten wie im Vorjahr die Playoffs um den Stanley-Cup erreichen, sie gewannen durch ihr konstant gutes Spiel in der regulären Saison gar die Presidents’ Trophy als erfolgreichstes Team der NHL. In den Playoffs 2010/11 scheiterten sie erst im siebten und entscheidenden Spiel des Finales um den Stanley Cup an den Boston Bruins und Ehrhoffs Landsmann Dennis Seidenberg. Die Canucks plagten zum Abschluss der Playoffs arge Verletzungsprobleme, denen auch Stammspieler wie Mikael Samuelsson, Dan Hamhuis, Mason Raymond, Alexander Edler und Andrew Alberts zum Opfer fielen.

### Buffalo Sabres (2011–2014)

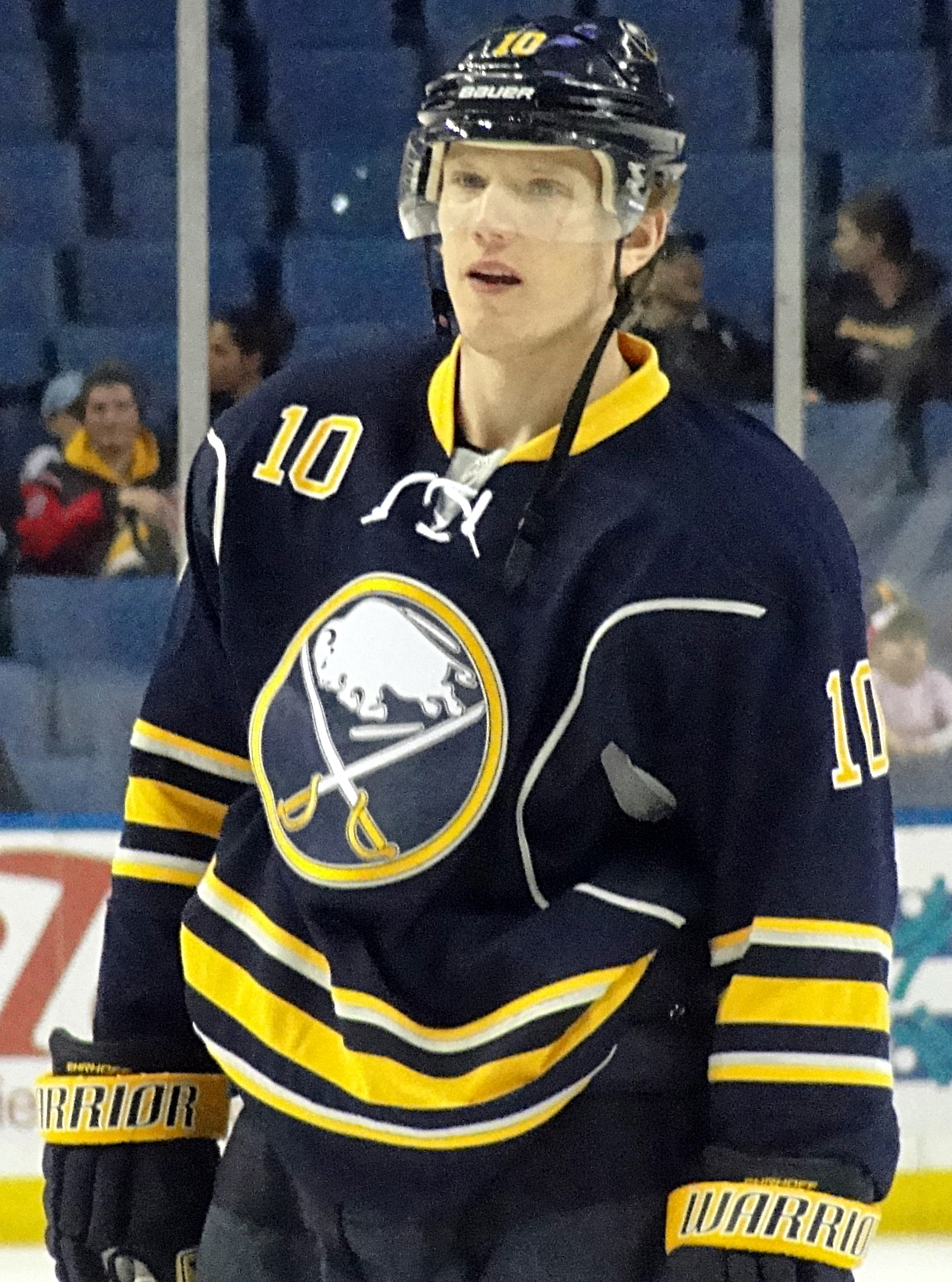
Ehrhoff auf dem Eis für die Buffalo Sabres

Ehrhoffs Dreijahresvertrag, den er noch während seiner Zeit in San José unterzeichnet hatte, lief am Saisonende 2010/11 aus. Da Verhandlungen über eine Vertragsverlängerung erfolglos verliefen, transferierte Vancouver am 28. Juni 2011 seine bis zum 1. Juli exklusiven Verhandlungsrechte an die New York Islanders, die dafür ein Viertrunden-Wahlrecht im NHL Entry Draft 2012 abgaben. Auch die Verhandlungen mit den Islanders scheiterten, sodass diese am 29. Juni 2011 seine exklusiven Verhandlungsrechte im Austausch für ein Viertrunden-Wahlrecht im NHL Entry Draft 2012 zu den Buffalo Sabres transferierten. Einen Tag später einigte sich Ehrhoff auf einen zehnjährigen Kontrakt mit den Buffalo Sabres. Er soll in dieser Zeit 40 Millionen US-Dollar verdienen. Dabei sind die Zahlungen seines Gehalts gestaffelt: In den ersten beiden Jahren verdient der Verteidiger pro Saison neun Millionen Dollar, in den Jahren drei bis sechs des Vertrags vier Millionen. Im siebten Jahr verdient Ehrhoff drei Millionen und in den letzten drei Vertragsjahren jeweils eine Million US-Dollar. Ehrhoff gab an, dass er zunächst abwarten wollte, welche Auswahlmöglichkeiten bezüglich Teams und Gehalt er auf dem Free-Agent-Markt haben würde. Als feststehendes Ziel strebte der deutsche Verteidiger einen Vertrag bei einem möglichen Aspiranten auf den Stanley Cup an. Als er das Angebot der Buffalo Sabres erhielt, sah er gute Chancen für seine sportlichen Ziele gegeben und stimmte dementsprechend den Vertragsbedingungen zu.
Sein erstes Pflichtspiel als Verteidiger der Buffalo Sabres absolvierte Ehrhoff am 7. Oktober 2011 im Rahmen der NHL Premiere im finnischen Helsinki gegen die Anaheim Ducks. In diesem Spiel steuerte er seinem Team bei einem Tor von Thomas Vanek eine Vorlage zum letztendlichen 4:1-Sieg bei. Den ersten eigenen Treffer erzielte der Deutsche am 18. Oktober 2011 gegen die Montréal Canadiens. Ein Faustkampf gegen Gegenspieler Troy Brouwer bescherte dem gebürtigen Moerser am 31. Dezember 2011 in einem Spiel gegen die Washington Capitals seine erste Verletzung der Saison. Zur gleichen Zeit fehlten den Sabres, die in der Spielzeit 2011/12 von schweren Verletzungssorgen geplagt wurden, auch die Stammspieler Tyler Myers, Ville Leino, Corey Tropp, Tyler Ennis und Nathan Gerbe in der Startaufstellung. Die Verletzung von Ehrhoff wurde zunächst als schwer eingestuft, der Verteidiger kehrte jedoch nach elf verpassten Saisonspielen am 24. Januar 2012 in das Team der Sabres zurück. Nach der Verpflichtung von Alexander Sulzer in einem Tauschhandel der Sabres mit Ehrhoffs ehemaligem Team, den Vancouver Canucks, spielten die beiden deutschen Verteidiger von nun an in einem Verteidigungspaar zusammen. Beide Spieler kannten sich durch die deutsche Nationalmannschaft, für die sie bei den Olympischen Winterspielen 2010 und der Weltmeisterschaft 2010 aufgelaufen waren. In einer Begegnung der Sabres gegen die Montréal Canadiens erreichte Christian Ehrhoff mit seiner Vorlage zu einem Treffer von Cody Hodgson am 21. März 2012 den Meilenstein von 200 Vorlagen in seiner NHL-Karriere. In einer Partie gegen die Washington Capitals zog sich Ehrhoff die zweite Verletzung der Saison zu: Der Verteidiger kollidierte vor dem eigenen Tor Knie-an-Knie mit Gegenspieler Troy Brouwer; während Brouwer weiterspielen konnte, musste Ehrhoff den Rest des Spiels mit einem verletzen linken Knie aussetzen und verpasste zudem die letzten drei Spiele der Saison. Obwohl Buffalo nach den gespielten 82 Partien der Saison 2011/12 88 Punkte vorzuweisen hatte, verpasste das Team die Playoffs knapp. Ehrhoff verpasste erstmals in seiner NHL-Karriere mit einem Klub die Playoffs. Aufgrund des am 15. September 2012 begonnenen NHL-Lockouts entschied sich der deutsche Verteidiger für eine Rückkehr zu seinem ehemaligen DEL-Team, den Krefeld Pinguinen. Im Rahmen dieser Verpflichtung erklärten sich die Krefeld Pinguine dazu bereit, die Versicherungssumme von monatlich 20.000 Euro aufzubringen, um Ehrhoff auflaufen zu lassen. Am 17. September 2012 bewilligte der Aufsichtsrat des Clubs die Finanzierung.
Für die Dauer des NHL Lockouts der Saison 2012 spielte der Offensivverteidiger wieder für die Krefeld Pinguine in der DEL. Nach der Einigung im Tarifstreit zwischen der NHL und der Spielergewerkschaft NHLPA kehrte Ehrhoff zu seinem NHL-Team zurück und machte seinen ersten Einsatz bei dem Saisonauftakt der Buffalo Sabres am 20. Januar 2013 gegen die Philadelphia Flyers. Genau wie zum Abschluss der vorigen Saison spielte Christian Ehrhoff mit seinem Landsmann Alexander Sulzer an der Blauen Linie. Nach der Verletzung Sulzers am Kreuzband im Spiel gegen die New York Islanders am 23. Februar 2013, die eine Operation für den Kaufbeurer Defensivpartner und damit sein Saisonende bedeutete, spielte Ehrhoff nun häufiger zunächst mit Teamkollegen Tyler Myers zusammen und nach dessen Verletzung mit Andrej Sekera im Defensivduo. Die gesamte Spielzeit hindurch war vor allem die Verteidigung der Sabres immer wieder harter Kritik ausgesetzt, da die Ergebnisse der Defensivarbeit zu wünschen übrig ließen, was auch der 24. Platz unter den insgesamt 30 NHL-Teams in der Kategorie der Gegentore über die Saison untermauert. Weiterhin erschwerte auch schweres Verletzungspech die Effektivität der Buffalo Sabres. Trotz dieser negativen Kritiken konnte sich der eigentlich offensiv ausgerichtete Verteidiger als eine der größten Stützen der Rückmannschaft herauskristallisieren. Die konstanten Ergebnisse sowohl bei der defensiven, als auch offensiven Seiten des Spiels wurden im Verlaufe der Saison immer wieder gelobt, dies auch aufgrund der enttäuschenden Ergebnisse des als Franchise-Spieler der Sabres gehandelten Tyler Myers, der mit großen Defensivproblemen negativ auffiel.
Im Juni 2014 lösten die Sabres den noch sieben Jahre gültigen Vertrag mit Ehrhoff vorzeitig auf, wobei er eine Entschädigungszahlung erhielt. Als Grund wurde das schlechte Abschneiden des Teams (nach Punkten schwächstes der Saison 2013/14) und der damit verbundene Versuch eines personellen Neuaufbaus genannt. Vor allem aber eine Regeländerung in den Vertragsbestimmungen der NHL machte den Zehnjahresvertrag von Ehrhoff für die Sabres zur Gefahr, da ein vorzeitiges Karriereende des Verteidigers hohe Strafzahlungen für das Team aus Buffalo zur Folge gehabt hätte.

### Pittsburgh Penguins, Los Angeles Kings und Chicago Blackhawks (2014–2016)
Nach der Vertragsauflösung mit den Sabres war Ehrhoff Unrestricted Free Agent und konnte dementsprechend mit allen Teams der Liga Verhandlungen für einen neuen Vertrag aufnehmen. Obwohl mehrere Teams Interesse an den Diensten des Offensivverteidigers hatten, entschied sich dieser aber bereits früh in der Verpflichtungsphase für einen neuen Arbeitgeber. Er unterschrieb bereits am 1. Juli 2014 einen Einjahresvertrag bei den Pittsburgh Penguins für eine Gehaltssumme von 4 Mio. Dollar. Neben Ehrhoff kam am gleichen Tag auch Landsmann und ehemaliger Teamkollege aus den Zeiten in San José, der Torhüter Thomas Greiss als Neuverpflichtung zu den Penguins. Wenige Tage später verlängerte noch Marcel Goc seinen Vertrag bei den Penguins. Der Center war ebenfalls ein ehemaliger Teamkollege Ehrhoffs und spielte mit diesem vier Jahre bei dem Klub aus Kalifornien. In Interviews direkt nach dem Wechsel gab Ehrhoff Anfang Juli 2014 an, dass der Grund für seine Vertragsunterschrift in Pittsburgh aber hauptsächlich aus sportlichen Gründen erfolgt sei; er wolle in einem Team spielen, das Chancen auf den Sieg des Stanley Cups habe. Er lobte vor allem die Stürmer Sidney Crosby und Jewgeni Malkin und deren Offensivproduktion als Hauptstärke des Teams.
Nach nur einem Jahr, in dem die Penguins bereits in der ersten Playoff-Runde den New York Rangers unterlagen, wurde Ehrhoffs auslaufender Vertrag in Pittsburgh nicht verlängert, sodass er sich im August 2015 als Free Agent den Los Angeles Kings anschloss und einen Einjahresvertrag unterschrieb. Bei den Kings zeigte Ehrhoff in der ersten Saisonhälfte 2015/16 überwiegend mäßige Leistungen und wurde zwischenzeitlich sogar aus dem Kader gestrichen, bevor man ihn über die Waiverliste im Februar 2016 zum Farmteam Ontario Reign in die American Hockey League versetzte. Kurz vor dem Ende der Transferfrist wurde Ehrhoff im Austausch gegen Rob Scuderi zu den Chicago Blackhawks transferiert. Dort spielte er bis zum Ende der Saison. Nach Ende der Spielzeit 2015/16 wurde sein Vertrag bei den Blackhawks nicht verlängert.

### Kölner Haie und Rückkehr nach Krefeld (2016–2024)
Nachdem er mit der Europaauswahl am World Cup of Hockey teilgenommen hatte, erhielt Ehrhoff Ende September 2016 einen Probevertrag bei den Boston Bruins, entschloss sich im Oktober aber, die Bruins zu verlassen. Er kehrte in sein Heimatland zurück, am 24. Oktober 2016 gaben die Kölner Haie aus der Deutschen Eishockey Liga (DEL) seine Verpflichtung bekannt. Nach dem Ausscheiden aus dem Playoff-Viertelfinale im März 2018 gab er das Ende seiner Spielerlaufbahn bekannt.
Fünf Jahre nach seinem offiziellen Karriereende gaben die Krefeld Pinguine im April 2023 bekannt, dass der mittlerweile 40-jährige Ehrhoff die Saison 2023/24 bei den Pinguinen in der DEL2 absolviert. Im Saisonverlauf kam der Verteidiger zu 58 Einsätzen, in denen er 27-mal punktete. Mit Krefeld schied er in der ersten Runde der Playoffs aus, woraufhin er sich im April 2024 endgültig aus dem aktiven Spielbetrieb zurückzog.

### International

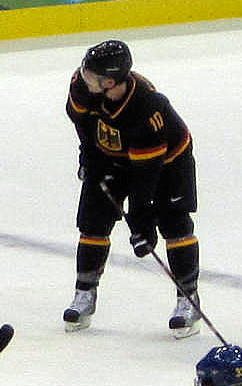
Ehrhoff bereitet sich auf ein Bully bei den Olympischen Spielen 2010 vor

Ehrhoff gab bei der U18-Junioren-Weltmeisterschaft 1999, die in Füssen und Kaufbeuren stattfand, sein Debüt für eine Auswahl des Deutschen Eishockey-Bundes (DEB). Der Verteidiger war auch im folgenden Jahr Bestandteil des Teams und nahm an der U18-Junioren-Weltmeisterschaft 2000 in der Schweiz teil. In diesem Turnier belegte die deutsche Auswahl am Ende den siebten Platz. Wiederum ein Jahr später nahm Ehrhoff an der in Deutschland stattfindenden U20-Junioren-Weltmeisterschaft der Division I teil, bei der das deutsche Team den Wiederaufstieg in die Top-Division verpasste. Ehrhoff wurde bei der U20-Junioren-Weltmeisterschaft der Division I 2002, die an den Austragungsorten Kapfenberg und Zeltweg im Nachbarland Österreich stattfand, mit drei Toren und sieben Vorlagen punktbester Verteidiger des Turniers. Zudem gelang im Gegensatz zum Vorjahr der Wiederaufstieg in die Top-Division. In beiden Jahren, 2001 und 2002, war Christian Ehrhoff der Verteidiger mit den meisten Punkten aller Teams der Weltmeisterschaften und wurde am Ende beider Turniere als bester Verteidiger ausgezeichnet.
Aufgrund seiner guten Leistungen in den Junioren-Nationalmannschaften wurde Ehrhoff 2002 in den Kader der A-Nationalmannschaft für die Olympischen Winterspiele 2002 in Salt Lake City berufen. Er war zweitjüngster Spieler des Turniers und absolvierte sieben Turnierspiele. Die deutsche Nationalmannschaft erreichte das Viertelfinale, das die US-amerikanische Nationalmannschaft mit einem 5:0-Sieg für sich entschied. Im gleichen Jahr nahm Ehrhoff zudem an der Weltmeisterschaft 2002 teil, bei denen er in sieben Spielen fünf Punkte sammelte. Deutschland überstand die Gruppenphase, wurde aber im Viertelfinale durch Schweden mit 2:6 besiegt. Auch im folgenden Jahr 2003 scheiterte die deutsche Mannschaft im Viertelfinale, Ehrhoff steuerte keinen Scorerpunkt für die Nationalmannschaft bei. Nachdem der Verteidiger seine erste Saison in der NHL hinter sich hatte, spielte er beim World Cup of Hockey 2004. Ein Jahr später kehrte Ehrhoff für die Nationalmannschaft zurück: bei der Weltmeisterschaft 2005 gab er eine Vorlage in sechs Spielen. Nachdem Deutschland sich mit dem vorletzten Platz am Ende der Weltmeisterschaft nicht für die Finalrunden qualifizierte, gewann die Nationalmannschaft mit Ehrhoff eins der drei anschließenden Spiele der Relegationsrunde, mit diesem Abschneiden konnte das Absteigen in die Division I für das nächste Jahr aber nicht verhindert werden.
Am 21. Dezember 2005 wurde Christian Ehrhoff zusammen mit seinem damaligen Mannschaftskollegen der San Jose Sharks, Marcel Goc, für den Kader der Nationalmannschaft, der im Rahmen der Olympischen Winterspiele 2006 auflaufen sollte, nominiert. Das einzige Tor des Verteidigers beim olympischen Turnier gelang ihm in einer 1:5-Niederlage gegen Kanada, eine weitere Vorlage brachte ihm eine Ausbeute von zwei Punkten in fünf Spielen. Deutschland qualifizierte sich nicht für die Endrunde, da das Team kein Vorrundenspiel gewann. Seine bereits dritte Berufung in den Kader eines Olympiateams bekam Ehrhoff für die Olympischen Winterspiele 2010 in Vancouver. Ehrhoff gelangen in vier Spielen keine Scorerpunkte, war aber der Spieler mit der meisten Eiszeit des gesamten Teams. Deutschland schied gegen Kanada mit einer 2:8-Niederlage bereits vor dem Viertelfinale aus.
Nachdem die Vancouver Canucks aus den NHL-Playoffs 2010 ausschieden, rückte Ehrhoff in die Mannschaft für die gleichzeitig stattfindende Weltmeisterschaft nach, welche in Deutschland stattfand. Da er erst nach dem Ausscheiden seines NHL-Teams zu der Nationalmannschaft stoßen konnte, verpasste er die ersten drei Spiele der Nationalmannschaft. In seinen sechs Spielen gelang es dem Verteidiger, ein Tor zu schießen und eine Vorlage zu geben. Die Auswahl Deutschlands erreichte überraschend das Halbfinale, in dem sie sich Russland geschlagen geben musste. In diesem Spiel gelang Ehrhoff seine einzige Vorlage, am Ende des Spiels wurde er als bester Spieler seines Teams geehrt. Das Spiel um Platz 3 gegen die schwedische Auswahl verlor Deutschland mit 1:3 und verpasste die Bronzemedaille. Der vierte Platz war die beste Platzierung seit 1953, als Deutschland die Silbermedaille gewann. Wie bei den Olympischen Winterspielen 2010 war Ehrhoff auch bei diesem Turnier mit 23:34 Minuten pro Begegnung der Spieler mit der höchsten durchschnittlichen Eiszeit seines Teams. Er wurde zusammen mit Torhüter Dennis Endras ins All-Star-Team des Turniers berufen.
Da Ehrhoffs Buffalo Sabres nach der regulären Spielzeit der Saison 2012/13 den 12. Platz der Eastern Conference belegten und damit zum zweiten Mal in Folge die Stanley-Cup-Play-offs nicht erreichen konnten, stand einer Teilnahme von Ehrhoff an der Weltmeisterschaft 2013 in Stockholm und Helsinki nichts mehr im Wege. Am 22. April 2013 wurde der Presse bekannt, dass er das Team des DEB unterstützen werde. Als Grund für die Teilnahme gab er in einem Interview bekannt, dass es vor allem nach dem Scheitern der Qualifikation für die Olympischen Winterspiele 2014 der deutschen Nationalmannschaft „es nicht richtig [sei], den DEB oder das deutsche Eishockey zu kritisieren und danach nicht aufzutauchen um die Dinge zu ändern“ (Christian Ehrhoff: Interview). Neben Ehrhoff bestätigte schließlich auch der NHL-Stürmer Marcel Goc von den Florida Panthers seine Teilnahme an der Weltmeisterschaft in Schweden und Finnland. Sie waren zum Zeitpunkt der ersten Nominierungen vor Beginn der WM die einzigen beiden NHL-Spieler, die in das deutsche Team berufen wurden. Ehrhoff wurde zum ersten Mal in seiner Länderspielkarriere zum Kapitän einer DEB-Auswahl ernannt.
In der Folge bestritt der Abwehrspieler die Weltmeisterschaften 2016 und 2017, bei denen jeweils das Viertelfinale erreicht werden konnte. Ebenfalls fiel in diesen Zeitraum die erfolgreiche Olympiaqualifikation für die Olympischen Winterspiele 2018 im südkoreanischen Pyeongchang. Außerdem vertrat er das Team Europa beim World Cup of Hockey 2016 und belegte dort mit der Mannschaft den zweiten Platz. Im Rahmen des olympischen Eishockeyturniers 2018 erreichte Ehrhoff mit der DEB-Olympiaauswahl das Finale, an dessen Ende nach einer 3:4-Niederlage in der Overtime gegen die russische Mannschaft der Gewinn der Silbermedaille stand – gleichbedeutend mit Ehrhoffs größtem Karriereerfolg. Zum Abschluss der Olympischen Winterspiele wurde Ehrhoff vom Deutschen Olympischen Sportbund (DOSB) zum Fahnenträger Deutschlands bei der Abschlussfeier bestimmt, nachdem er zuvor bei der Wahl zum Fahnenträger bei der Eröffnungsfeier noch hinter Eric Frenzel auf Platz zwei gelegen hatte.
Ehrhoff bestritt während seiner Laufbahn insgesamt 118 A-Länderspiele für Deutschland.

## Spielstil
Ehrhoff galt als offensiv ausgerichteter Verteidiger, der das Spiel seines Teams nach vorne aufbaut. Häufig wurden seine läuferischen Qualitäten gelobt, die ihm vor allem bei schnellen Spielzügen zugutekommen. Ehrhoffs harter Schuss, dem in früheren Jahren oft die Präzision fehlte, und sein guter Offensivdrang führten bei seinen NHL-Teams zu langen Eiszeiten im Powerplay. Ein häufig genannter Kritikpunkt an Ehrhoffs Spiel ist die Inkonsistenz im defensiven Spiel, die unter Druck in der Vergangenheit teils zu Fehlern führte. Durch konstante Arbeit an seinem Defensivspiel erhielt Ehrhoff aber auch in defensiven Situationen zunehmend mehr Eiszeit.

## Erfolge und Auszeichnungen

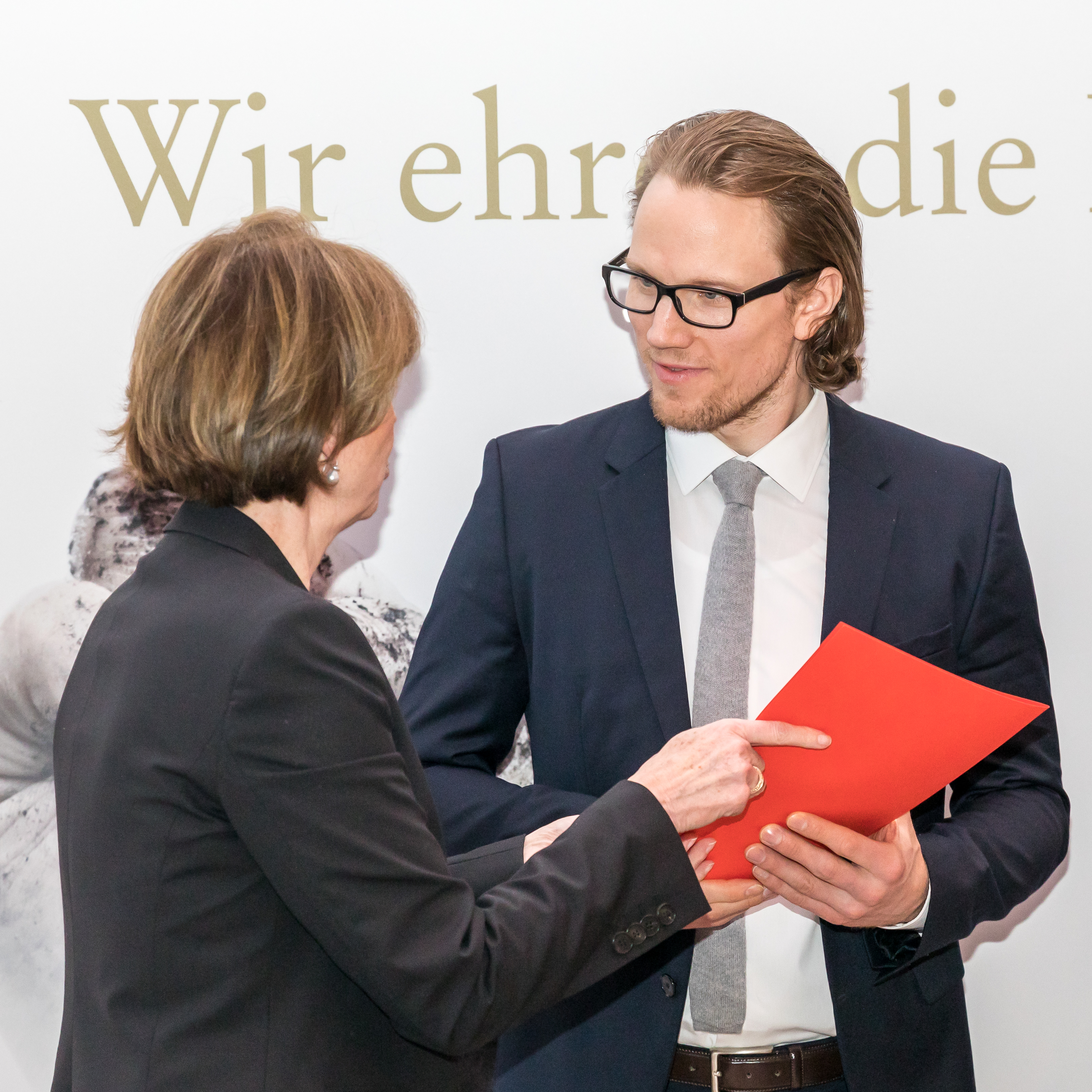
Ehrhoff beim Empfang der Medaillengewinner der XXIII. Olympischen Winterspiele im Rathaus Köln

| - 2002 Teilnahme am DEL All-Star Game - 2003 Teilnahme am DEL All-Star Game - 2003 Deutscher Meister mit den Krefeld Pinguinen - 2004 Teilnahme am NHL YoungStars Game | - 2005 Teilnahme am AHL All-Star Classic - 2018 Große Sportplakette der Stadt Köln - 2022 Aufnahme in die Hockey Hall of Fame Deutschland |

### International
- 2002 Aufstieg in die Top-Division bei der U20-Junioren-Weltmeisterschaft der Division I
- 2010 All-Star-Team der Weltmeisterschaft
- 2016 Zweiter Platz beim World Cup of Hockey
- 2018 Silbermedaille bei den Olympischen Winterspielen

## Karrierestatistik

### International
| Vertrat Deutschland bei: - U18-Junioren-Weltmeisterschaft 1999 - U18-Junioren-Weltmeisterschaft 2000 - U20-Junioren-Weltmeisterschaft der Division I 2001 - U20-Junioren-Weltmeisterschaft der Division I 2002 - Olympischen Winterspielen 2002 - Weltmeisterschaft 2002 - Weltmeisterschaft 2003 - World Cup of Hockey 2004 - Weltmeisterschaft 2005 | - Olympischen Winterspielen 2006 - Olympischen Winterspielen 2010 - Weltmeisterschaft 2010 - Weltmeisterschaft 2013 - Weltmeisterschaft 2016 - Qualifikationsturnier für die Olympischen Winterspiele 2018 - Weltmeisterschaft 2017 - Olympischen Winterspielen 2018 | Vertrat Team Europa bei: - World Cup of Hockey 2016 |

(Legende zur Spielerstatistik: Sp oder GP = absolvierte Spiele; T oder G = erzielte Tore; V oder A = erzielte Assists; Pkt oder Pts = erzielte Scorerpunkte; SM oder PIM = erhaltene Strafminuten; +/− = Plus/Minus-Bilanz; PP = erzielte Überzahltore; SH = erzielte Unterzahltore; GW = erzielte Siegtore; 1 Play-downs/Relegation; Kursiv: Statistik nicht vollständig)

## Privat
Ehrhoff ist verheiratet und hat drei Töchter. Ehrhoff unterhält eine enge Freundschaft mit seinem ehemaligen Teamkollegen aus den Zeiten bei den San José Sharks: Marcel Goc. Als bester Freund in Deutschland gibt der gebürtige Moerser Adrian Grygiel an, der zusammen mit Ehrhoff bei den Krefeld Pinguinen spielte. Auch während seiner Zeit in Nordamerika verfolgte Ehrhoff die Ergebnisse seines damaligen Teams in der DEL. Zwischen den Spielzeiten der NHL flog Ehrhoff mit seiner Familie zu seinen Angehörigen nach Deutschland. Ehrhoff gab in einem Interview an, dass er nach seiner NHL-Karriere wieder zurück nach Deutschland ziehen würde. 2013 baute Christian Ehrhoff in Krefeld ein Haus.